# 1085
1085 (MLXXXV) je bilo navadno leto, ki se je po julijanskem koledarju začelo na sredo.

## Dogodki

### Slovenija
- Umrlega oglejskega patriarha Svatoborja Friderika iz Moravske nasledi Ulrik Eppensteinski. 1121 ↔

### Smrt Roberta Guiscarda
- januar - Italonormanski vojvoda Robert Guiscard ponovno zavzame otoka Krf in Kefalonijo ob pomoči Dubrovnika in ostalih dalmatinskih mest.
- Med pripravami na invazijo na celino normanski tabor zajame mrzlica. Pomre več kot 500 vitezov.↓
- 17. julija → zaradi mrzlice umre Robert Guiscard. Nasledi ga njegov mlajši sin Roger Borsa. Starejšemu Bohemondu I. je nameraval prepustiti osvojitve na Balkanu, kar pa mu je, ko so si jih Bizantinci prilastili nazaj, spodletelo.
- Ker se je Bohemond ustrašil, da je očeta zastrupila njegova mačeha in Guiscardova druga žena Sikelgaita, da bi na oblasti utrdila svojega sina Roberta Borso, pobegne v Capuo, kjer mu zaščito ponudi knez Jordan I. Kapuanski.
- Sicilski grof Roger Guiscard se po Robertovi smrti ponovno pripravlja na osvajalni pohod po Siciliji proti Arabcem.

### Investiturni boj
- 25. maja - V pregnanstvu v Salernu umre papež Gregor VII.. Tik pred smrtjo prekliče vsa izobčenja svojih političnih nasprotnikov razen izobčenj cesarja Henrika IV. in protipapeža Klemena III.. Sledi leto dni dolga sedisvakanca. 1086 ↔
- Matilda Toskanska in kapuanski knez Jordan I. oblikujeta politično zavezništvo za izgon cesarjevega papeža Klemena III. iz Rima. Njun favorit za novega papeža je Deziderij, opat Montecassina.
- Rimsko-nemški cesar Henrik IV. se nahaja v Nemčiji. Ker si v Nemčiji s smrtjo papeža Gregorja zagotovi prevlado, oznani Božji mir (lat. Pax Dei).
- Kronanje vojvode Vratislava II. za kralja Češke. Vratislav je sicer v preteklosti vojaško podpiral cesarja Henrika in ga je že izvlekel iz marsikatere izgubljene bitke. Vseeno je hotel imeti nepokvarjen odnos tudi s papežem Gregorjem VII., medtem ko cesarjevega papeža Klemena III. ni priznaval.

### Rekonkvista
- 6. maj - Kastiljski kralj Alfonz VI. zavzame mavrski Toledo. Prebivalci muslimanskega Toleda, naveličani nenehnih vojn, predajo mesto kastiljskemu kralju. Da bi si mavrska mestna elita pred popolno kapitulacijo rešila dobro čast in ime, Alfonz VI. leta 1081 pristane, da bo mesto navidezno oblegal in  prične z "obleganjem". Mesto se "preda" po štirih letih. Muslimanov ne preganja in jih ščiti. Toledo postane nova prestolnica kraljestva Kastilije in Leona.
- 25. maj - Alfonz VI. vstopi v Toledo. Po osvojitvi Toledo ohrani in še nadalje razvije status muslimanskega kulturnega centra. Alfonz, pod čigar neposredno upravo je bilo mesto,  financira obsežno prevajalsko in prepisovalno dejavnost. S tem Toledo v naslednjem stoletju postane središče kulturne dejavnosti v Evropi in posredni dejavnik h krščanski visoki sholastiki.
- Seviljskega muslimanskega kralja Abbada III. zavzetje Toleda vznemiri in na pomoč pokliče Almoravide iz severne Afrike.
- Alfonz VI. prične oblegati Zaragozo.

#### Ostalo
- 1. april - Dinastija Song: po smrti cesarja Shenzonga (vladal 1067-85) postane novi cesar dinastije Song devetletni Zhezong. Dejansko oblast ima cesarica-vdova Gao. Med prvimi potezami cesarice-vdove je zamenjava kanclerja.
  - → Krog reformatorjev zbranih okoli dosedanjega glavnega kanclerja Wang Anshija je odpoklican in reforme zaustavljene.
  - → Na vrhovno kanclersko mesto je imenovan konzervativni učenjak Sima Guang.
- Angleški kralj Viljem Osvajalec naredi načrt za popis vse imovine v Angliji in delih Walesa, da bi lahko ustrezno obdavčil svoje podložnike. Popis, znan kot Domesday Book, izide pol leta kasneje po obsežnem zbiranju podatkov.
- Na drugi strani Severnega morja danski kralj Knut IV. naredi načrt za invazijo na Anglijo, saj obravnava Viljema kot uzurpatorja. Ker pa se Knut predolgo ukvarja z uporom podložnikov na jugu v Schleswigu, se njegova vojska, večinoma kmetov, upre zaradi zavlačevanja in bližanja časa žetve. 1086 ↔
- Seldžuki pod vodstvom rumskega sultana Sulejmana ibn Kutalmiša osvojijo Antiohijo. V mestu izvedejo pokol prebivalcev.

## Rojstva
- Ahmad Sandžar, seldžuški sultan († 1157)
- Bernard Silvestris, francoski pesnik in filozof († 1178)
- Ralf I., grof Vermandoisa († 1152)
- Teodorik iz Chartresa, francoski filozof in teolog († 1155)
- Waleran II., titularni vojvoda Spodnje Lorene, vojvoda Limburga († 1139)
- Zhang Zeduan, kitajski slikar († 1145)

## Smrti
- 1. april - cesar Shenzong, dinastija Song (* 1048)
- 25. maj - papež Gregor VII. (* 1020)
- 17. julij - Robert Guiscard, italonormanski vojvoda (* 1015)
- Cheng Hao, kitajski filozof (* 1032)
- Svatobor Friderik, oglejski patriarh